# Municipio de Warrenton (Carolina del Norte)
El municipio de Warrenton (en inglés: Warrenton Township) es un municipio ubicado en el  condado de Warren en el estado estadounidense de Carolina del Norte. En el año 2010 tenía una población de 4.776 habitantes.

## Geografía
El municipio de Warrenton se encuentra ubicado en las coordenadas 36°24′1.53″N 78°9′49.97″O / 36.4004250, -78.1638806.